# اینگای (برزیل)
اینگای (به پرتغالی: Ingaí) یک منطقهٔ مسکونی در برزیل است که در میناز ژرایس واقع شده‌است. اینگای ۲٬۷۷۶ نفر جمعیت دارد.